# Жидоховка
Жидоховка — река в Тверской области России.
Протекает по территории Старицкого района. Устье реки находится в 78 км по левому берегу Шоши. Длина реки составляет 46 км, площадь водосборного бассейна — 425 км².

## Притоки
(указано расстояние от устья)
- 18 км: ручей Черноручей (лв)
- 31 км: ручей Малая Жидоховка (пр)
- 31,2 км: река Берёзовка (пр)

## Данные водного реестра
По данным государственного водного реестра России относится к Верхневолжскому бассейновому округу, водохозяйственный участок реки — Волга от города Тверь до Иваньковского гидроузла (Иваньковское водохранилище), речной подбассейн реки — бассейны притоков (Верхней) Волги до Рыбинского водохранилища. Речной бассейн реки — (Верхняя) Волга до Куйбышевского водохранилища (без бассейна Оки).
Код объекта в государственном водном реестре — 08010100712110000002480.